# Feldmark Wöbbelin - Fahrbinde
Feldmark Wöbbelin - Fahrbinde este o arie protejată (arie de protecție specială avifaunistică — SPA) din Germania întinsă pe o suprafață de 1.326 ha, integral pe uscat.

## Localizare
Centrul sitului Feldmark Wöbbelin - Fahrbinde este situat la coordonatele 53°25′03″N 11°28′52″E / 53.4175°N 11.4811°E.

## Înființare
Situl Feldmark Wöbbelin - Fahrbinde a fost declarat arie de protecție specială avifaunistică în aprilie 2008 pentru a proteja 6 specii de animale.

## Biodiversitate
Situată în ecoregiunea continentală, aria protejată nu include niciun habitat protejat.
La baza desemnării sitului se află mai multe specii protejate de  păsări (6): barză albă (Ciconia ciconia ciconia), erete de stuf (Circus aeruginosus), presură de grădină (Emberiza hortulana), sfrâncioc roșiatic (Lanius collurio), ciocârlie de pădure (Lullula arborea), silvie porumbacă (Sylvia nisoria).